# USS Hammann (DD-412)
USS Hammann (DD-412) – amerykański niszczyciel o wyporności 1570 ton typu Sims, zwodowany 4 lutego 1939 roku w stoczni Federal Shipbuilding w Kearny w stanie New Jersey.
Okręt wziął udział w bitwie na Morzu Koralowym, a następnie w bitwie pod Midway, podczas której bronił atakowanego lotniskowca USS Yorktown (CV-5), a po jego uszkodzeniu prowadził akcję ratunkową. 6 czerwca 1942 roku, gdy okręt stał przy burcie unieruchomionego „Yorktowna”, trafiła go jedna z torped wystrzelonych w lotniskowiec przez japoński okręt podwodny I-168, co spowodowało przełamanie jednostki w pół i zatopienie.

## Historia operacyjna
Okręt wszedł do służby w marynarce amerykańskiej 11 sierpnia 1939 roku. Okręt uczestniczył w operacjach konwojowych na północnym Atlantyku, a w dniu japońskiego ataku na Pearl Harbor okręt przebywał w Hvalfjörður na Islandii.

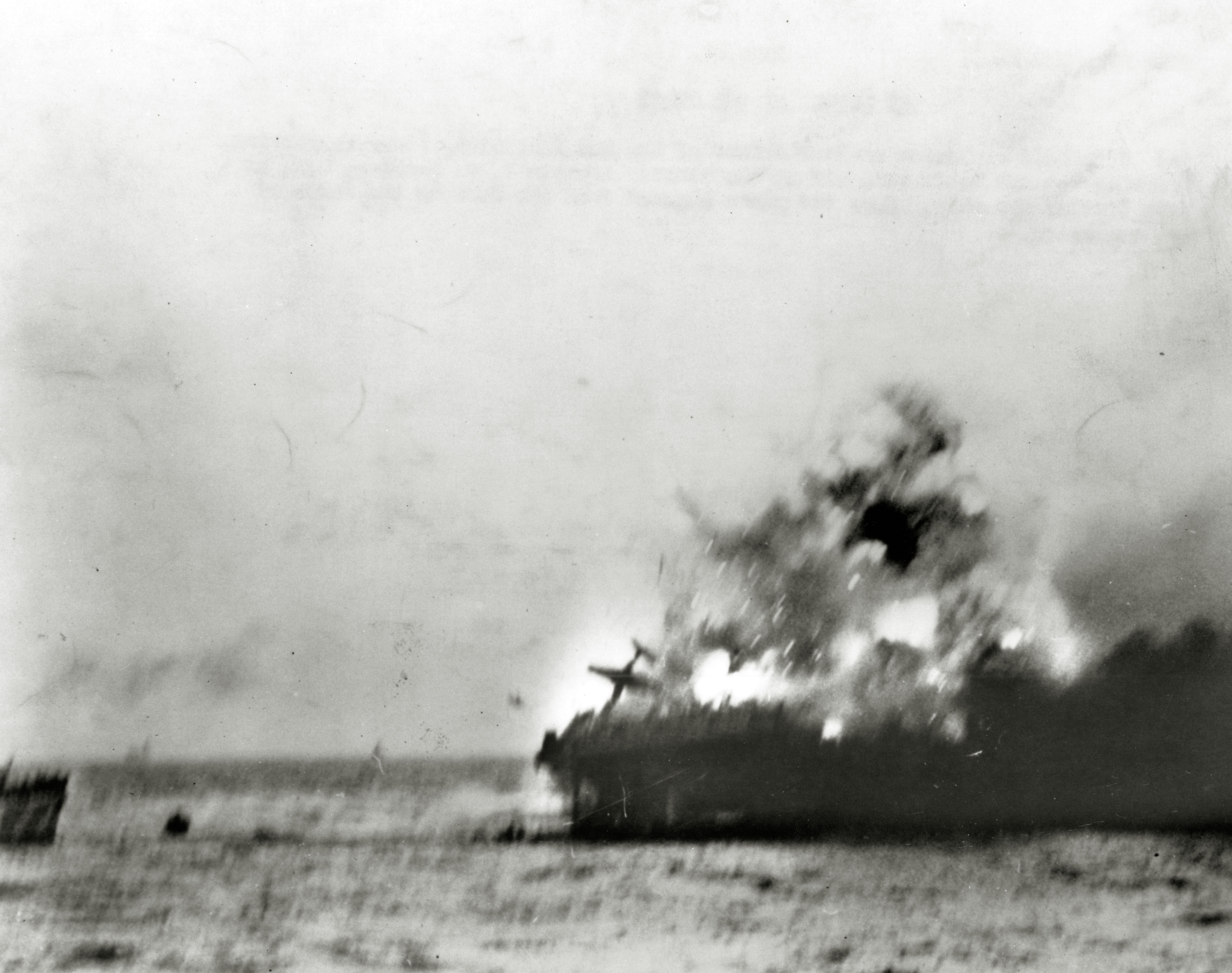
Eksplodujący „Lexington”, po lewej odbijający od lotniskowca „Hammann”

Następnego dnia udał się na Wschodnie Wybrzeże, gdzie do 6 stycznia 1942 roku przechodził remont w stoczni Norfolk Naval Shipyard. Udał się wtedy w eskorcie pancerników USS „New Mexico” (BB-40) i USS „Mississippi” (BB-41) na Pacyfik. 25 stycznia 1942 roku okręt opuścił San Francisco wraz z niszczycielami USS „Anderson” (DD-411) i USS „Morris” (DD-417) eskortując konwój do Pearl Harbor. Wraz ze swoimi siostrzanymi jednostkami, wszedł wówczas w skład zespołu Task Force 17 lotniskowca USS „Yorktown” (CV-5).
3 maja „Hammann” wziął udział w rajdzie „Yorktowna” na Salomony, gdzie jego samoloty zaatakowały japońskie jednostki lądujące w Tulagi i Gavutu, podczas którego okręt ratował dwóch pilotów zestrzelonych w pobliżu brzegu Guadalcanalu. W trakcie następującej kilka dni później bitwy na Morzu Koralowym, wraz z „Andersonem” „Hammann” prowadził operację ratunkową załogi tonącego USS „Lexington” (CV-2), odbijając od tonącego lotniskowca kilka sekund przed jego wielką eksplozją. W trakcie operacji ratunkowej, niszczyciel wziął na swój pokład ponad 500 rozbitków.

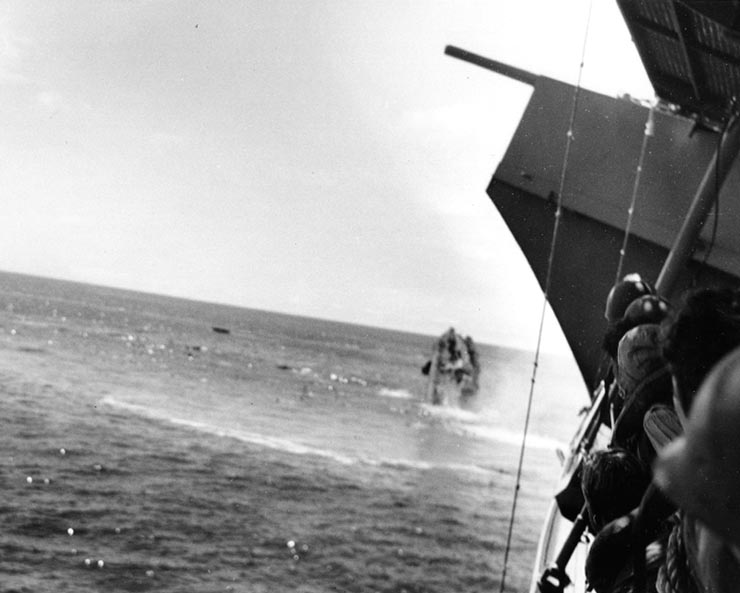
Tonąca rufa przełamanego USS „Hammann” widziana z pokładu USS „Yorktown” niedługo przed zatonięciem tego ostatniego

Miesiac później Hammann wziął udział w bitwie pod Midway. 6 czerwca, gdy okręt asystował uszkodzonemu torpedami Yokrtownowi, o godzinie 15:34 żołnierze załogi niszczyciela dostrzegli białe ślady nadpływających torped. Obsługa dział i karabinów niszczyciela rozpoczęła gwałtowny ogień do zbliżających się pocisków, z nadzieją zdetonowania ich. Ich wysiłki okazały się jednak nieskuteczne. Pierwsza torpeda przepłynęła pod stępką „Hammanna” i uderzyła w burtę lotniskowca. Wynikająca stad eksplozja podniosła niszczyciel i odepchnęła go od „Yorktowna”, druga zaś torpeda trafiła bezpośrednio w kotłownię numer 2 niszczyciela. Chwilę później lotniskowiec został trafiony kolejnymi dwoma kolejnymi torpedami, które przesądziły o jego losie. Cztery minuty po trafieniu „Hammanna” okręt zatonął, wkrótce zaś próżniej eksplodowały zgromadzone na jego pokładzie bomby głębinowe, zabijając wielu ocalałych dotąd rozbitków.
Przebywające w pobliżu niszczyciele USS „Balche” (DD-363) oraz „Benham” (DD-397) podjęły akcję ratunkową, podczas gdy pozostałe niszczyciele podjęły bezskuteczne poszukiwania okrętu podwodnego, który przedostał się przez pierścień eskorty. Dopiero w okresie powojennym odkryto że okrętem odpowiedzialnym za zatopienie „Yorktowna” i „Hammanna”  dowodzony przez  kmdr. porucznika Yahachi Tanabe I-168.
Z liczącej 13 oficerów i 228 marynarzy załogi „Hammanna”, skutkiem eksplozji torpedy oraz eksplozji bomb głębinowych zginęło 5 oficerów oraz 71 marynarzy, 26 innych zas zmarło od ran w drodze do Pearl Harbor.